# Zimna Woda Orawska

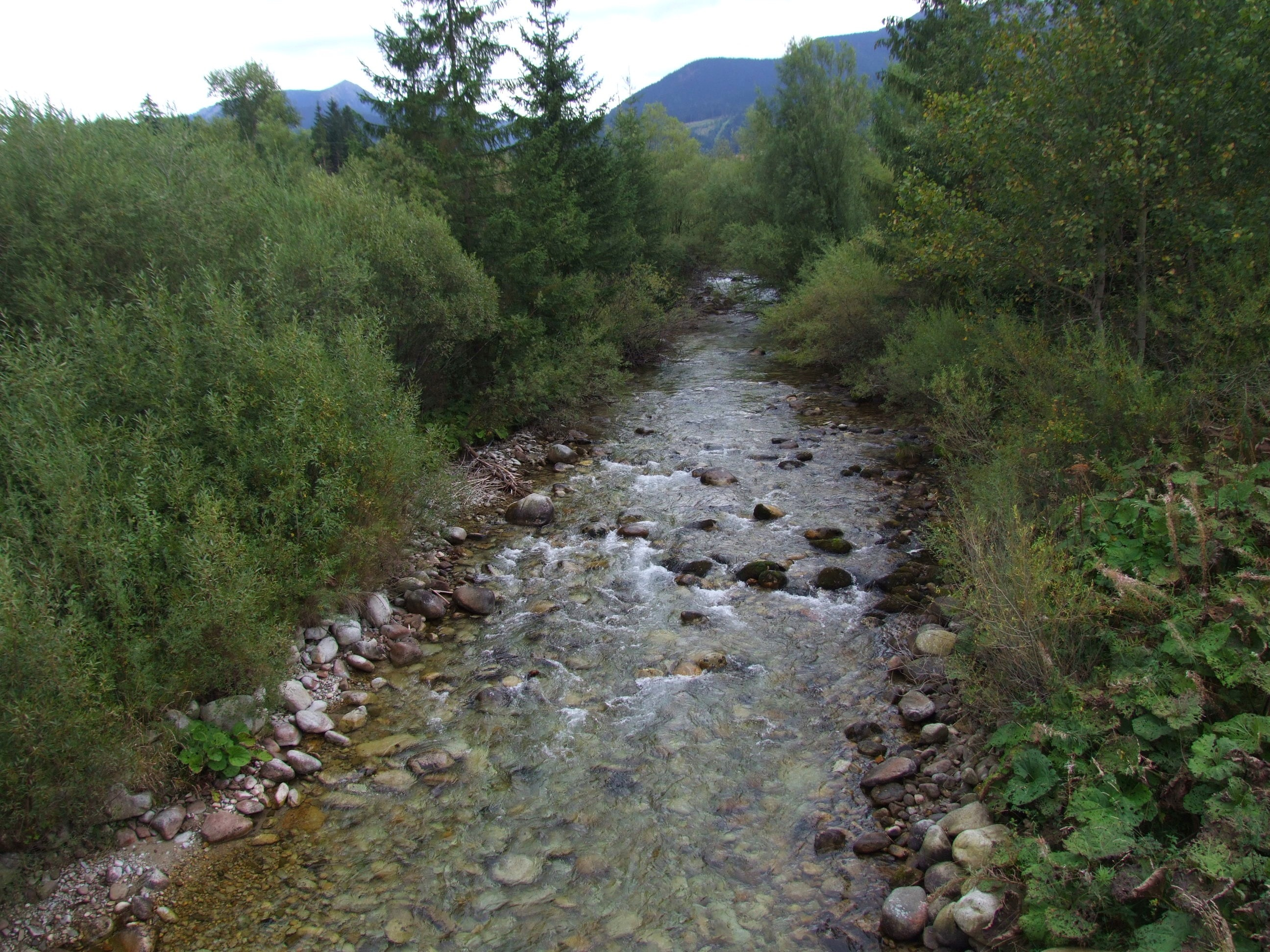
Zimna Woda w Zubercu

Zimna Woda lub Zimna Woda Orawska (słow. Studený potok, Studená) – duży potok w Karpatach Zachodnich w historycznym regionie Orawie na Słowacji. Powstaje w Tatrach Zachodnich, a następnie płynie przez Kotlinę Zuberską i Kotlinę Orawską.
Według polskich autorów Zimna Woda Orawska powstaje w Dolinie Zuberskiej w Tatrach Zachodnich na wysokości ok. 1020 m n.p.m., nieco powyżej Zwierówki, z połączenia Rohackiego Potoku i Łatanego Potoku. Według źródeł słowackich Rohacki Potok jest źródłowym odcinkiem Zimnej Wody Orawskiej i dlatego Słowacy biorą jej początek od wypływu z Niżniego Stawu Rohackiego. Następnie potok spływa Doliną Zuberską w kierunku północno-zachodnim i wypływa na Kotlinę Zuberską. Tu płynie przez Zuberzec i Habówkę. Ten odcinek Doliny Zimnej Wody Orawskiej (po Habówkę) liczy ok. 9 km długości.
Między Zubercem a Habówką Zimna Woda przecina Rów Podtatrzański, przyjmując płynące nim swoje dwa największe dopływy: Zuberską Wodę (od zachodu, na granicy Zuberca i Habówki) i Błotny Potok (od wschodu, w dolnej części Habówki). Następnie przebija się w poprzek przez Skoruszyńskie Wierchy – ten fragment nazywany był czasem Białym Potokiem (słow. Bielý potok). Płynie przez wieś Orawski Biały Potok, po czym nieznacznie rozszerzającą się doliną uchodzi w miejscowości Podbiel na wysokości ok. 550 m n.p.m. do Orawy. Ten odcinek doliny potoku, do którego odnosi się właściwa nazwa Doliny Zimnej Wody Orawskiej, ma długość ok. 13 km.
Cała Dolina Zimnej Wody Orawskiej, liczona od głównego grzbietu Tatr Zachodnich po ujście do Orawy, jest największą doliną na północnych stokach słowackich Tatr Zachodnich. Na wysokości 886 m część wód Zimnej Wody ginie w ponorach. Przepływa pod ziemią w linii prostej około 700 m, m.in. przez Jaskinię Brestowską i na wysokości 851 m wypływa w Stefkowskim Potoku.
Dawniej używano spolszczeń nazwy słowackiej w formie Studena Woda, Studziena Woda. Walery Eljasz pisał w roku 1887: Przy Podbieli uchodzi do Orawy dolina i silny potok Studzieną zwany. Są to wody z Tatr, z pod Rohaczów. Dolinę Studzieną ogląda się wyraźnie z Osobity, z Bobrowca lub Wołowca (...). Formy Studzienna Woda, Studzieniec i inne nawiązujące do studni są nieprawidłowe. Słowackie słowo studený oznacza „zimny”.